# HD 46304
HD 46304，又名BD-05 1678，SAO 133382、HR 2386，是一颗恒星，视星等为5.6，位于銀經216.01，銀緯-6.9，其B1900.0坐标为赤經6h 27m 29.3s，赤緯-5° -6.9′ 43″。